# Riz génétiquement modifié
Un riz génétiquement modifié est une souche de riz dont le patrimoine génétique a été modifié par ingénierie génétique. Des plants de riz ont été modifiés avec des objectifs variés, par exemple augmenter leur teneur en micronutriments tels que la  vitamine A (riz doré), améliorer la photosynthèse, leur conférer une résistance à des herbicides ou à des ravageurs et agents pathogènes, augmenter la taille des grains, générer des nutriments, des arômes ou produire des protéines humaines..
Le mouvement naturel des gènes entre les espèces, souvent appelé  transfert horizontal de gènes ou transfert latéral de gènes, peut également se produire chez le riz par l'intermédiaire de vecteurs naturels. Des événements  transgéniques entre le riz et du millet du genre Setaria ont été identifiés.
La culture et l'utilisation de variétés de riz génétiquement modifiées restent controversées et ne sont pas approuvées dans certains pays.

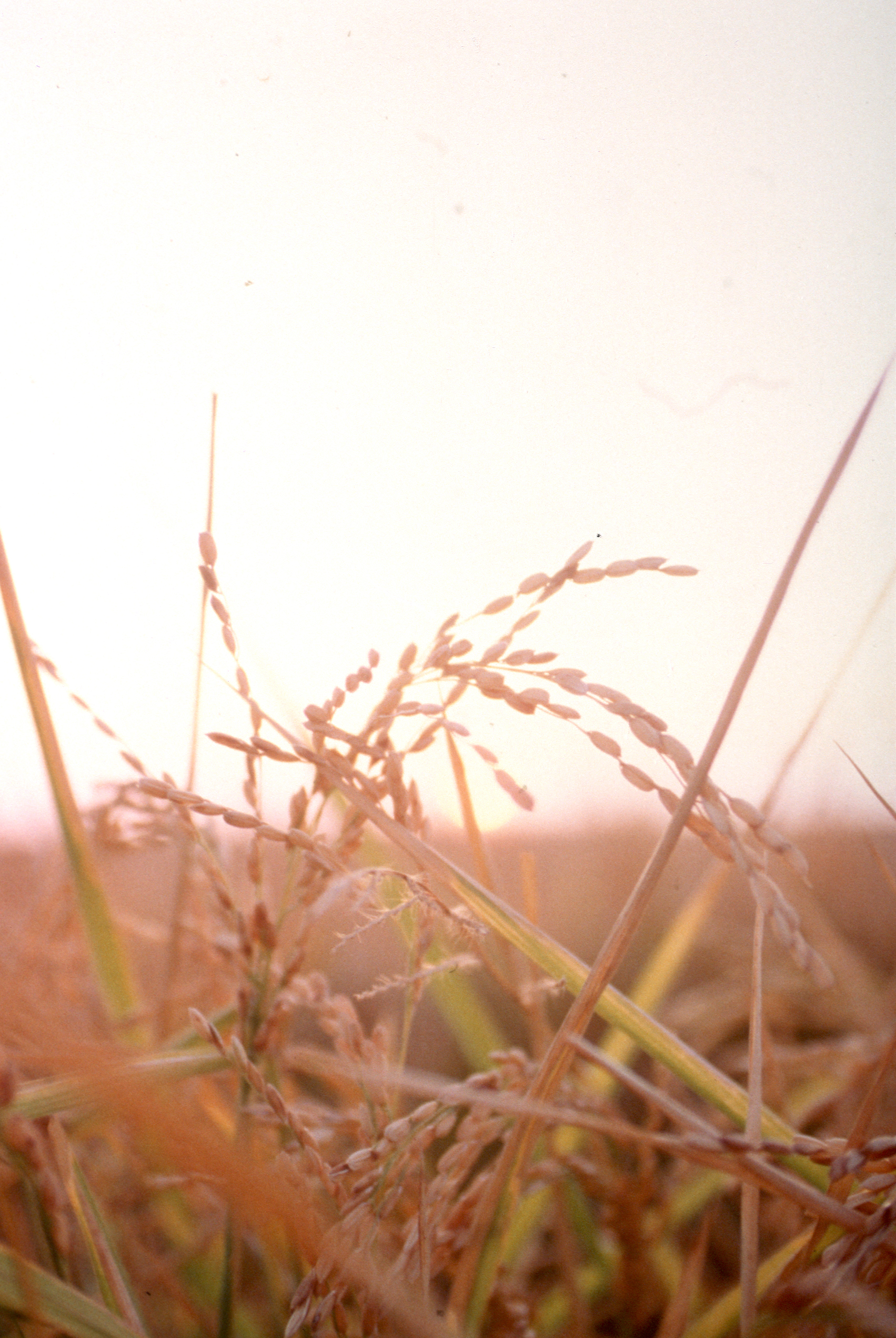
Plants de riz utilisés pour la modification génétique.

## Histoire
En 2000, les deux premières variétés de riz génétiquement modifiées, appelées LLRice60 et LLRice62, ont été approuvées aux États-Unis. Par la suite, ces variétés et d'autres types de riz OGM résistants aux herbicides ont été approuvés au Canada, en Australie, au Mexique et en Colombie. Cependant, dans aucun de ces cas on n'est allé jusqu'à la mise sur le marché.
Selon Reuters, en 2009 la Chine a accordé l'approbation de biosécurité à un riz OGM porteur d'une résistance à des ravageurs, mais cette variété n'a pas été commercialisée. En décembre 2012, aucune variété de riz génétiquement modifié n'était disponible pour la production ou la consommation.
Des études suggèrent que, étant donné que le riz est une culture de base dans le monde, ses améliorations éventuelles ont un potentiel important pour atténuer la faim, la malnutrition et la pauvreté.

## Traits

### Résistance à des herbicides
En 2000-2001, Monsanto a cherché à ajouter la tolérance au glufosinate chez une variété de riz mais n'a pas tenté d'introduire cette variété sur le marché,.
La lignée de riz résistant aux herbicides de Bayer est connue sous le nom de  LibertyLink.
Le riz LibertyLink est résistant au glufosinate (substance active de l'herbicide Liberty).
Bayer CropScience tente d'obtenir l'approbation de sa dernière variété (LL62) pour son utilisation dans l'Union européenne. La souche est approuvée pour être utilisée aux États-Unis, mais elle n'y est pas utilisée à grande échelle. Le riz Clearfield a été obtenu par la sélection à partir des variations créées dans des environnements connus pour provoquer des taux de mutations accélérés.
Cette variété tolère les herbicides contenant de l'imidazole. Elle a été obtenue par des techniques de sélection traditionnelle qui ne sont pas considérées comme du génie génétique . La variété Clearfield est également croisée avec des variétés à rendement élevé pour produire des plantes plus rustiques en général.

### Valeur nutritionnelle
Le riz doré, avec des concentrations plus élevées de vitamine A, a été initialement créé par Ingo Potrykus et son équipe. Ce riz génétiquement modifié est capable de produire du bêta-carotène, qui est un précurseur de la vitamine A, dans l'endosperme (grain). Syngenta a été impliqué dans le développement initial du riz doré et a conservé une part de la propriété intellectuelle, dont il fait don à des groupes à but non lucratif, parmi lesquels l'Institut international de recherche sur le riz (IRRI) pour en poursuivre le développement.
Les détails scientifiques sur le riz doré ont été publiés pour la première fois dans Science Magazine en 2000.

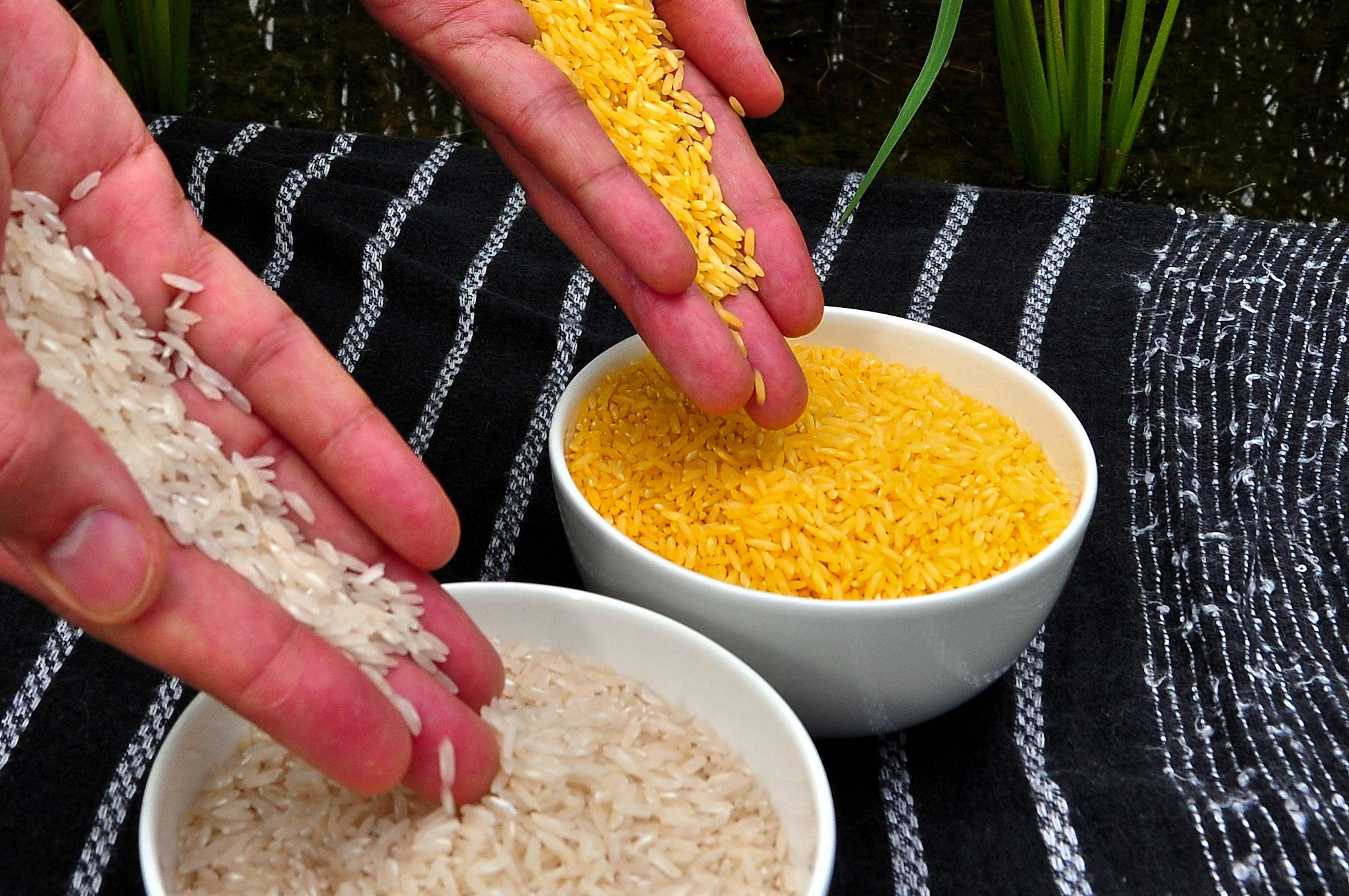
Grains de riz doré (à droite) comparés à des grains de riz ordinaires (à gauche).

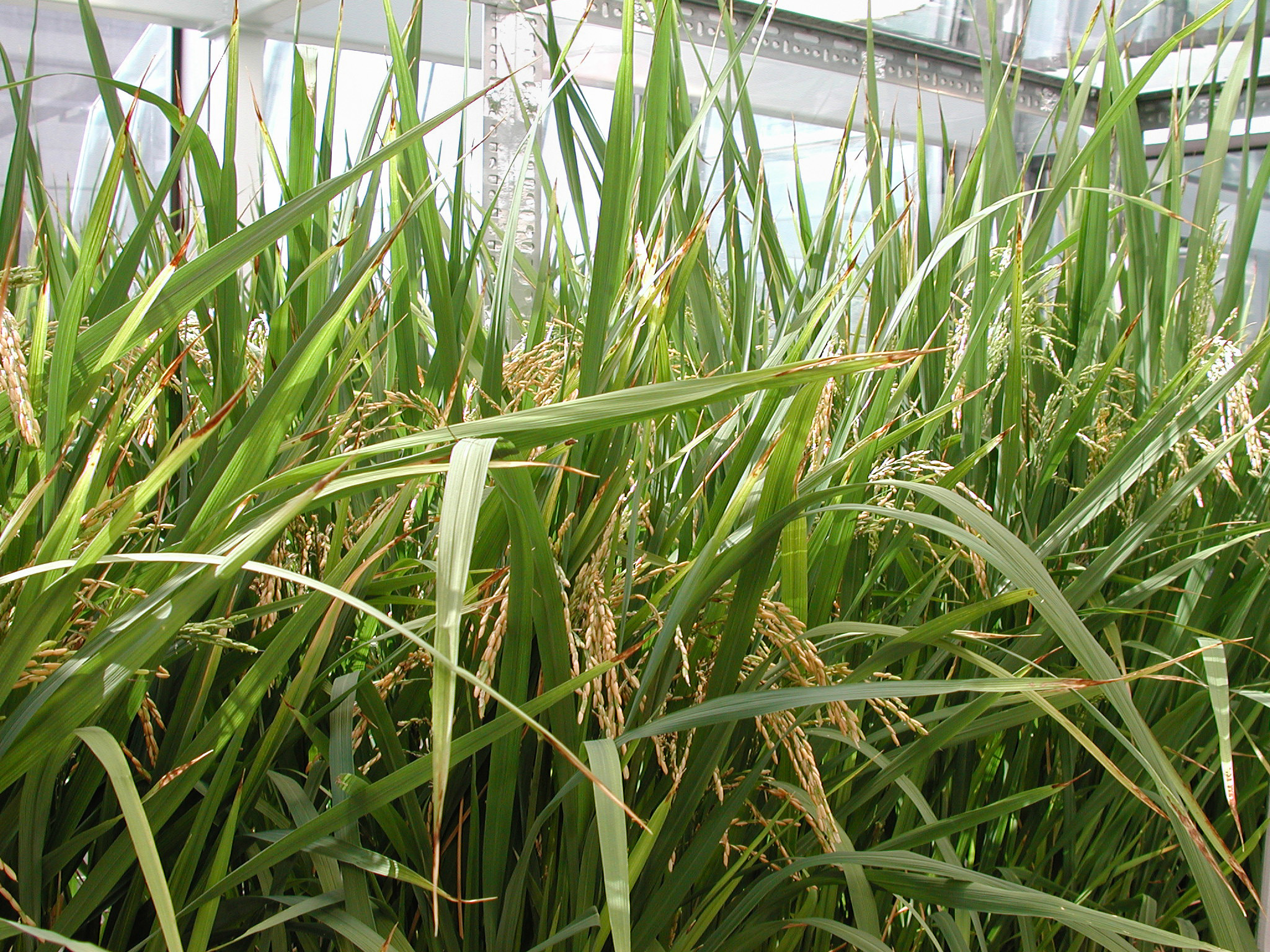
Plants de riz doré cultivés en serre.

L'Organisation mondiale de la santé a déclaré que la carence en fer affecte 30 % de la population mondiale. Des chercheurs du Centre australien pour la génomique fonctionnelle des plantes (ACPFG) et l' IRRI travaillent à augmenter la teneur en fer du riz.
Après avoir modifié trois populations de riz en exprimant les gènes OsNAS1, OsNAS2 ou OsNAS3, l'équipe de recherche a constaté que les concentrations de nicotianamine, de fer et zinc ont augmenté dans les trois populations par rapport aux témoins.
Ventria Bioscience utilise un système breveté appelé Express Tec pour la production de protéines humaines recombinantes dans des grains de riz.
Leur variété la plus notable produit de la lactoferrine et du  lysozyme humains.
Ces deux protéines sont produites naturellement dans le lait maternel humain et sont utilisées mondialement dans des produits pour nourrissons, lait artificiel et solutés de réhydratation orale,

### Résistance aux bioagresseurs
Le riz BT a été modifié pour exprimer le  gène cryIA (b) de la bactérie, Bacillus thuringiensis.
Ce gène confère une résistance à divers ravageurs et agents pathogènes, dont la pyrale du riz, par la production d'endotoxines. Le gouvernement chinois procède à des essais au champ sur des cultivars résistant aux insectes. L'avantage du riz BT est que les agriculteurs n'ont pas besoin de pulvériser des pesticides sur leurs cultures pour lutter contre les agents pathogènes fongiques, viraux ou bactériens. Le riz conventionnel est traité par pulvérisation trois à quatre fois par saison de croissance pour lutter contre les ravageurs.
Les autres avantages comprennent l'augmentation du rendement et des revenus produits par la culture de ces plantes. La Chine a approuvé ce riz pour une culture à grande échelle depuis 2009.

### Résistance à l'allergie
Des chercheurs japonais tentent de développer des cultivars de riz hypoallergéniques. Ils tentent de réprimer la formation d'allergènes AS-Albumine.
Ces chercheurs ont testé sur des singes macaques du riz génétiquement modifié capable de prévenir les allergies au pollen de cèdre, qui provoque le rhume des foins. Les symptômes d'allergie aux cèdres comprennent des démangeaisons des yeux, des éternuements et d'autres réactions allergiques graves. Le riz modifié contient sept protéines du pollen de cèdre pour bloquer ces symptômes<. 
Takaiwa effectue des essais cliniques chez l'homme avec ce riz contenant une protéine de sang humain.
L'albumine sérique humaine (HSA) est une protéine du plasma sanguin humain. On l'utilise pour traiter les brûlures graves, la cirrhose du foie et les chocs hémorragiques. Elle est également utilisée pour les dons de sang et est en quasi-pénurie dans le monde entier. En Chine, des scientifiques ont modifié le riz brun comme moyen rentable de produire la protéine HSA. Les chercheurs chinois ont introduit des promoteurs de protéines HSA recombinantes dans 25 plants de riz par l'intermédiaire de bactéries Agrobacterium. Sur les 25 plants, neuf contenaient la protéine HSA. Le riz brun génétiquement modifié avait la même séquence d'acides aminés que la HSA. Ils ont appelé cette protéine « albumine sérique recombinante Oryza sativa ». Le riz modifié était transparent.

### Photosynthèse enC4
En 2015, un consortium de douze laboratoires de huit pays a mis au point un cultivar qui présentait une forme rudimentaire de photosynthèse en C4  (C4P) pour stimuler la croissance en capturant le dioxyde de carbone et le concentrer dans des cellules foliaires spécialisées. La C4P est la raison qui explique que le maïs et la canne à sucre poussent si rapidement. L'ingénierie de la photosynthèse en C4 chez le riz pourrait augmenter les rendements à l'hectare d'environ 50 %. Les cultivars actuels reposent principalement sur la photosynthèse en C3. Pour leur permettre d'adopter complètement la C4P, les plantes doivent produire des cellules spécialisées dans un arrangement précis : un ensemble de cellules pour capturer le dioxyde de carbone et entourer d'autres cellules qui le concentrent. Certains gènes (éventuellement des dizaines) impliqués dans la production de ces cellules restent à identifier. Parmi les autres plantes cultivées en C3P qui pourraient exploiter de telles connaissances figurent le blé, la pomme de terre, la tomate, le pommier et le soja.

## Aspects juridiques

### États-Unis
Au cours de l'été 2006, le Département de l'Agriculture des États-Unis (USDA) a détecté des traces d'une variété de riz génétiquement modifié, LibertyLink 601, dans des chargements de riz prêts à l'exportation. La variété LL601 n'avait  pas été approuvée à des fins alimentaires 
Bayer a sollicité la déréglementation de la variété LL601 à la fin juillet et l'USDA a accordé le statut de déréglementation en novembre 2006.
La contamination a entraîné une baisse spectaculaire des marchés à terme du riz, avec des pertes pour les agriculteurs qui avaient cultivé du riz pour l'exportation. 
Environ 30 % de la production de riz et 11 000 agriculteurs en Arkansas, Louisiane, Mississippi, Missouri et Texas ont été touchés. 
En juin 2011, Bayer a accepté de payer 750 millions de dollars en indemnisation des dommages et pertes de récoltes. 
Le Japon et la Russie ont suspendu les importations de riz des États-Unis, tandis que le Mexique et l'Union européenne ont imposé des tests stricts. La contamination s'est produite entre 1998 et 2001.
La cause exacte de la contamination n'a pas été découverte.

### Chine
Le gouvernement chinois n'a pas délivré de licence d'utilisation commerciale pour du riz génétiquement modifié. Toutes les variétés de riz transgénique ont été approuvées uniquement pour la recherche. Pu et al. ont déclaré que le riz conçu pour produire des protéines du sang humain (sérum-albumine humaine ou HSA) nécessite de cultiver beaucoup de riz modifié. Cela a soulevé des problèmes de sécurité environnementale au sujet des risques de flux de gènes. Le gouvernement a soutenu que cela ne serait pas un problème car le riz est une plante cultivée auto-pollinisatrice, et des essais ont montré que moins de 1 % du gène modifié était transféré dans la pollinisation.
Une autre étude suggère que les flux de gènes par l'intermédiaire des insectes pouvaient être plus élevés que prévu précédemment.

## Sources
- (en) Rebecca Boyle, « Rice Is Genetically Modified to Produce Human Blood Protein », sur POPSCI.com, Popular Science, 1er novembre 2011 (consulté le 8 avril 2012)
- (en) Keith Weller, « Rice Collection Identifies Valuable Traits », sur USDA.gov, United States Department of Agriculture, 23 mai 2006 (consulté le 28 avril 2012)
- (en) Michael A Grusak, « ARS Photo Library », sur USDA.gov, United States Department of Agriculture, 28 avril 2010 (consulté le 29 avril 2012)
- (en) Arun K. Sharma et Manoj K. Sharma, « Plants as Bioreactors: Recent Developments and Emerging Opportunities », Biotechnology Advances, vol. 27, no 6,‎ 2009, p. 811–832 (PMID 19576278, DOI 10.1016/j.biotechadv.2009.06.004)
- (en) X Diao, M Freeling et D Lisch, « Horizontal Transfer of a Plant Transposon », PLoS Biology, vol. 4, no 1,‎ 2006, e5 (DOI 10.1371/journal.pbio.0040005)
- (en) Nathan Gray, « GM Rice Research May Give Hope to Micronutrient Deficient (September/October, 2011) », sur NutraIngredients.com, 2011 (consulté le 8 avril 2012)